# 京都仏画研究所
京都仏画研究所（きょうとぶつがけんきゅうじょ 英: Kyoto　Buddhist－Painting　Studio）は、京都の歴史文化の豊な伏見醍醐に置く様々な技能を持つ絵師、職人らからなる佛教美術全般の制作、修復を主にする伝統工房である。

## 関連人物
- 大里宗之

## 沿革
- 1967年10月、創業者の大里晃生 (本名健蔵)　が「京都仏画研究所」を設立する。雅号を晃生（こうせい）に替える。各宗派における伝承仏画及び祖師、高僧、頂相などの揮毫に専念し、特に在家用（仏壇用）の礼拝仏画において、日本で比類を見ない全宗派用の手描き在家用仏画の世界を築き上げた。

- 1986年8月、京都仏画研究所在家用、寺院用｢伝承仏画展｣を開催。（於　西友山科店ギャラリーＣＡＳＡ）

- 1988年、晃生著書「肖像画入門」（日貿出版社）出版し、第八刷まで発行

- 1993年、中国と日本の両国の美術教育を受けた宗之が晃生の次女で、日本の日本画美術教育を受けて卒業後入所した道子と結婚。婿養子の後嗣として、入所。師父及び佛画、日本画画家の義母万千代（まちよ）の下で、各種伝統技法の研鑽を重ねる。以来、宗之が工房従来蓄積してきた技術を基盤にし、従来の仏画分野を更に発展させると共に、古画、古仏像の修復、襖絵制作、社寺荘厳美術全般の分野にも強化

- 1996年１月、日本初の自社制作の全宗派手描き在家用佛画を網羅した「在家用仏画集成」画帖を宗之自制編纂

- 1997年、創業30周年記念「伝承仏画の流れ展」を開催。（於：京都文化博物館）

- 1999年2月、制作内容の拡大のため、新工房社屋完成

- 1999年4月、有限会社に法人化、宗之を初代代表とする

- 2000年7月、敦煌蔵経洞発見100周年記念行事の「佛壇の道・道具千品展」へ招待出品（於：敦煌研究院）

- 2007年12月、創業40周年記念展を開催（於：みやこメッセ）

- 2009年1月、自社のそれまでの古画修復の作品をジャンル別に纏めた「古画修復総覧」を宗之自制編纂

- 2015年、宗之代表が古画修復技術の一つとして、独有の「移染抜き」（ｲｾﾝﾇｷ）技術を編み出す。三年後の2018年6月　文化財保存修復学会全国大会でその特許性古画修復技術論文発表（於　高知）

- 2017年10月、古画修復専用作業工房「東洋文化財古画修復所」を新しく構築

- 2017年12月、創業50周年記念展を開催（於：京都文化博物館）

- 2019年5月　中国厦門（アモイ）国際仏事用品春季展覧会　初出展

　　現在に至る

## 制作項目
- 高級伝承仏画、オリジナル仏画制作

- 肖像画、頂相、高僧像

- 古画修復、復元

- 古仏像修復、洗浄

- 古杉戸絵、古杉天井画、古木簡などの洗浄修復

- 襖絵、壁画、屏風絵、衝立、天井画の新作

- 佛像、佛具新調彩色、復元彩色

- 神社佛閣復元彩色、新調彩色、古彩色の保存修復、洗浄

## 納入一例
仏画
- 天台大師･智証大師祖師像１対　天台寺門宗総本山三井寺　蔵

- 釈迦如来図　法量:巾７尺×丈９尺　融通念仏宗別格大本山宗祐寺　蔵　※日本最大墨絵釈迦座像

- 両界曼荼羅図　１対　法量:本紙絵:巾5尺4寸×丈6尺2寸　弘法大師創建寺・護国寺　蔵

- 釈迦涅槃図　一幅　巾6尺×丈10尺　長昌寺　蔵

- 日蓮聖人涅槃図　一幅　妙宏寺　蔵　(日本唯一創作仏画)

- 法華曼荼羅図　一幅　法華宗大本山妙蓮寺　蔵　（創作仏画)

- 十界図　一幅　勝福寺　蔵　（創作仏画)

肖像画
◎創業者：大里晃生　
- 天台宗総本山比叡山延暦寺253世座主山田恵諦猊下

- 高野山真言宗管長金剛峯寺409世座主稲葉義猛猊下

- 天台寺門宗総本山園城寺162世長吏・管長福家俊明猊下

- 浄土宗総本山知恩院86世門跡中村康隆猊下

◎後嗣　大里宗之　作
- 臨済宗妙心寺派629世管長古川大航猊下

- 融通念仏宗総本山大念佛寺第65世法主・融通念佛宗管長白井慈勲猊下

- シンガポール蓮山双林寺第13代住持永禪老和尚法像

- 真宗興正派第30世門主本賢上人華園真準猊下

古画修復･復元
- 高松地方重要文化財･南北朝釈迦涅槃図　修復

- 高松地方重要文化財･室町時代両界曼荼羅図　修復

- 兵庫県指定重要文化財・慧日寺仏殿鏡天井絵　江戸初期古礀上人雲龍図　修復　絵寸法：10尺9寸角

- 高台寺圓徳院歌仙堂和歌古杉天井絵　復元修復

- 威徳院鎌倉後期古涅槃図復元新作

古仏像修復
- 大林寺江戸初期三十三観音漆箔古仏像　修復
- 江戸中期観音勢至古仏像　天然洗浄液での洗浄修復
- シンガポール仏牙寺本殿弥勒大仏、観音勢至脇仏、如意輪観音像　彩色修復